# 2020 في أندورا
أحداث عام 2020 في إمارة أندورا.

## الحكم
- الأمراء المشاركان : إيمانويل ماكرون وخوان إنريك فايفس سيسيليا
- رئيس الوزراء : Xavier Espot Zamora

## الأحداث
مستمر - جائحة فيروس كورونا في أندورا 2020
- 24 يوليو - 9 أغسطس - كان من المقرر أن تنافس أندورا في دورة الألعاب الأولمبية الصيفية 2020 في طوكيو, بعد أن تأهلت في سباق التعرج K1 للسيدات.[1]

## حالات الوفاة

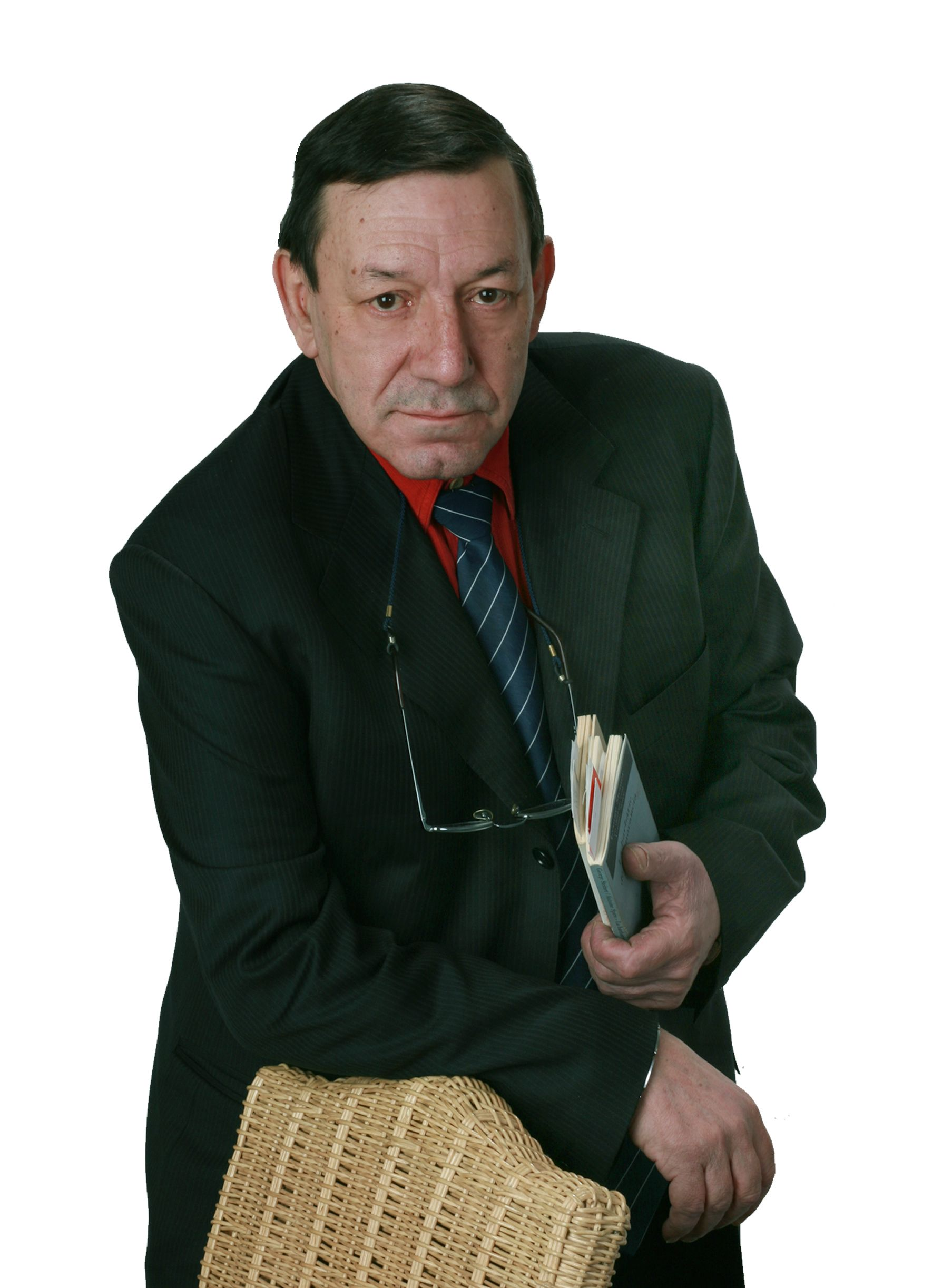
أنتوني موريل مورا

- 5 يناير - أنتوني موريل مورا, دبلوماسي وموظف وكاتب ومحامي (مواليد 1941).[2]
- 16 فبراير - جوان أرمنجول, محامٍ وسياسي (مواليد 1922/1923).[3]
- 14 أغسطس - فرانشيسك باديا باتالا, موظف حكومي وقاضي, الأسقفية فيغير ( مواليد 1923).[4]